# Jan Gerritsen (voetballer)
Johannes Franciscus (Jan) Gerritsen (Amsterdam, 10 september 1916 – aldaar, 22 april 1992) was een Nederlands voetballer.

## Biografie
Jan Gerritsen was de zoon van Albert Gerritsen en Maria Catharina van Streepen. Hij trouwde op 24 juni 1943 met Leuntje Susanna van Joolen en had vier kinderen.
In 1934 werd hij junior-lid van de AFC Ajax. Hij speelde van 1936 tot 1941 bij Ajax als linksbinnen en rechtsbinnen. Van zijn debuut in het kampioenschap op 10 mei 1936 tegen Be Quick tot zijn laatste wedstrijd op 12 oktober 1941 tegen Feyenoord speelde Gerritsen in totaal 38 wedstrijden en scoorde acht doelpunten in het eerste elftal van Ajax. Op 14 juni 1936 scoorde een doelpunt tijdens een met 3–6 gewonnen kampioenschap-wedstrijd in de Klassieker tegen Feyenoord. Daarna speelde hij nog voor DJK, DWS, en SAVM.
Hij overleed op 22 april 1992 op 75-jarige leeftijd.

## Statistieken
| Club   | Seizoen | Competitie | Competitie | Beker | Beker | Totaal | Totaal |
| Club   | Seizoen | Wed.       | Dlp.       | Wed.  | Dlp.  | Wed.   | Dlp.   |
| ------ | ------- | ---------- | ---------- | ----- | ----- | ------ | ------ |
| Ajax   | 1935/36 | 5          | 1          | 0     | 0     | 5      | 1      |
| Ajax   | 1936/37 | 22         | 4          | -     | -     | 22     | 4      |
| Ajax   | 1937/38 | 6          | 2          | 1     | 0     | 7      | 2      |
| Ajax   | 1938/39 | 2          | 0          | -     | -     | 2      | 0      |
| Ajax   | 1939/10 | 1          | 1          | -     | -     | 1      | 1      |
| Ajax   | 1940/41 | 1          | 0          | -     | -     | 1      | 0      |
| Ajax   | 1941/42 | 1          | 0          | -     | -     | 1      | 0      |
| Totaal | Totaal  | 38         | 8          | 1     | 0     | 39     | 8      |